# 七星底灯鱼
七星底灯鱼（学名：Benthosema pterotum）为輻鰭魚綱燈籠魚目灯笼鱼科底灯鱼属的鱼类。分布于印度洋、菲律宾、日本、台湾岛以及东海等海域。该物种的模式产地在印度。 屬深海魚類，深度10-300公尺，體長可達7公分，背鰭軟條13-14枚；臀鰭軟條17-22枚，主要在晚上覓食，以各種甲殼類幼蟲為食，可做為食用魚。

## 扩展阅读
維基物種上的相關：七星底灯鱼